# How He Loves
"How He Loves" é o décimo-segundo single da banda Flyleaf. A canção é um cover de John Mark McMillan. O single foi lançado no dia 21 de dezembro de 2010 no iTunes.

## Faixas
| N.º | Título                                              | Duração |  |
| 1.  | "How He Loves (Live)" (cover de John Mark McMillan) | 4:05    |  |